# Mirwais Han Hotak
Mīrwais Han Hotak (în paștună مير ويس خان هوتک‎), cunoscut și sub numele de Padișah Mirwais Ghiljī (în paștună: شاه ميرويس غلجي‎; n. 1673, Kandahar, Afganistan – d. 1 noiembrie 1715, Kandahar, Afganistan), a fost un influent șef de trib ai paștunilor ghijli din Kandahar, Afganistan, fondator al dinastiei Hotak care a existat între 1709 și 1738. După revolta din aprilie 1709 și asasinarea guvernatorului persan safavid al regiunii, Gurgin Han, Hotak a declarat independența regiunii Loy Kandahar („Kandaharul Mare”), situată în sudul Afganistanului de astăzi. Este cunoscut pe scară largă sub numele de Mīrwais Nīkə (ميرويس نيه) sau Mīrwais Bābā (ميرويس بابا, „Mirwais tatăl”) în limba paștună.